# Borbáth Andor
Borbáth Andor (Kolozsvár, 1912. június 6. – Marosvásárhely? 2000.) magyar orvos, orvosi szakíró. Fő kutatási témái voltak: a női nemi hormonok injekciós alkalmazása, az allergia tana a nőgyógyászatban, a női meddőség kezelése.

## Életútja
Szülővárosában, a piarista gimnáziumban érettségizett, a Ferdinand-egyetemen szerzett orvosi diplomát. Pályáját a kolozsvári szülészeti klinikán kezdte, 1945-től a marosvásárhelyi OGYI-ban dolgozott, 1965-től egyetemi előadótanár, 1970-től tanszékvezető egyetemi tanár, 1973-tól az orvostudományok doktora, nyugalomba vonulása (1977) után tanácsadó professzorként működött. Szakcikkeit az Ardealul Medical, Revista Medicală, a budapesti Orvosi Hetilap, Magyar Nőorvosok Lapja és Orvostudományi Közlemények, román, német és angol szakfolyóiratok közölték; számos alkalommal bel- és külföldi szakmai találkozókon, konferenciákon adott elő.  Román szakkönyveket fordított magyarra, lefordította C. I. Parhon Az öregség és kezelése című művét (1949). A női meddőség (1954) és Terhességi toxikózis (1959) című fejezetek szerzője az egyetemi szülészeti jegyzetekben; az Afecțiunile traumatice ale organelor feminine című kötet (Orvosi Könyvkiadó 1959) nőgyógyászati, a Sterilitatea feminină c. kötet (1962) nőgyógyászati és szülészeti fejezeteinek szerzője. Irodalmi vonatkozású Vörösmarty Mihály és a magyar orvosi nyelv című tanulmánya (Korunk, 1968/5).